# Paropsia gabonica
Paropsia gabonica je biljka iz porodice Passifloraceae, roda Paropsia.Prihvaćeno je ime.
Raste u Gabonu (Ogooué - Lolo, kod Makandéa, Ngounie, Ogooue - Maritime, Ogouue - Ivindo), Ekvatorskoj Gvineji (Rio Muni). Primjerci su uglavnom pokupljeni na visinama od 19 do 650 metara nadmorske visine.
Nije svrstana u IUCN-ov popis ugroženih vrsta.

## Vanjske poveznice
- Paropsia na Germplasm Resources Information Network (GRIN)  Arhivirana inačica izvorne stranice od 3. svibnja 2013. (Wayback Machine), SAD-ov odjel za poljodjelstvo, služba za poljodjelska istraživanja.
- The Plant List Paropsia gabonica Breteler